# Magnesia Litera díj
A  Magnesia Litera díj Csehország egyik irodalmi díja, melyet 2002 óta adnak át kilenc kategóriában: próza, költészet, gyermek- és ifjúsági irodalom (2004 óta), ismeretterjesztő irodalom, esszé/újságírás (2007 óta), fordítás, kiadói tevékenység és első könyv. A fődíjat („Az év könyve”/ kniha roku) ezen kategóriák győztesei közül választják ki.
A díjat egy független irodalmi szövetség adja át, mely magába tömöríti a cseh irodalmi élet jeles képviselőit, fontosabb intézményeit és a könyvpiac szervezeteit: a Cseh Köztársaság Tudományos Akadémiája, a Cseh Könyvkiadók Szövetsége, a Nemzetközi PEN csehországi központja, Cseh Írók Társasága, Cseh Fordítók Egyesülete.

## Az év könyvedíjasok
A díjakat minden évben a prágai Városi Könyvtárban adják át nagy ünnepség keretei között, melyet a cseh nemzeti tévé élőben közvetít.
- 2024 – Alena Machoninová: Hella[2]
- 2023 – Miloš Doležal: Jana bude brzy sbírat lipový květ[3]
- 2022 – Pavel Klusák Gott: Československý příběh[4]
- 2021 – Martin Hilský Shakespearova Anglie[5]
- 2020 – Petr Čornej Jan Žižka[6]
- 2019 – Radka Denemarková Hodiny z olov[7]
- 2018 – Erik Taber Opuštěná společnost[8]
- 2017 – Bianca Bellová: Jezero
- 2016 – Daniela Hodrová: Točité věty
- 2015 – Martin Reiner: Básník román o Ivanu Blatném
- 2014 – Jiří Padevět: Průvodce protektorátní Prahou
- 2013 – Jiří Hájíček: Rybí krev
- 2012 – Michal Ajvaz: Lucemburská zahrada
- 2011 – Jan Balabán: Zeptej se táty
- 2010 – Petra Soukupová: Eltűnés (Zmizet)
- 2009 – Bohumila Grögerová: Rukopis
- 2008 – Petr Nikl: Záhádky
- 2007 – Petru Cimpoeşu: Simion Liftnicul
- 2006 – Jan Reich: Bohemia
- 2005 – Jan Novák: Zatím dobrý
- 2004 – Jiří Suk: Labyrintem revoluce (ismeretterjesztő irodalom)
- 2003 – Pavel Zatloukal: Příběhy z dlouhého století – Architektura let 1750–1918 na Moravě a ve Slezsku (ismeretterjesztő irodalom)
- 2002 – Jürgen Serke: Böhmische Dörfer